# دوماي
دوماي (بالإنجليزية: Dumai)‏ هي مدينة تقع في إندونيسيا في رياو. يقدر عدد سكانها بـ 293,355 نسمة ومساحتها 2,039.35 كم2 .